# David J. Thouless
David James Thouless (Bearsden, 1934. szeptember 21. – Cambridge, 2019. április 6.) Nobel- és Wolf-díjas brit-amerikai fizikus.

## Életpályája
Skóciában Bearsden városban született 1934. szeptember 21-én. A Cambridge-i Trinity Hallban tanult, a PhD fokozatot a Cornell Egyetemen szerezte. Az Amerikai Egyesült Államokban a PhD fokozat megszerzésénél Hans Albrecht Bethe professzor volt a tanára. A Californiai Egyetemen és a Birminghami Egyetemen tanított, majd 1980-tól a Washingtoni Egyetemen lett fizikaprofesszor.
Részt vett több elméleti kutatásban az atomok, elektronok és nukleonok kiterjesztett rendszereinek megértésében. Kutatóként fejlett matematikai eszközök segítségével tanulmányozta a halmazállapotokat. Elsősorban azokat, melyek gyökeresen másképp viselkednek, mint a közismert három (a szilárd, a folyékony és a gáz) halmazállapot. Ilyen területek a szupravezetés, a szuper-folyadékok vagy a vékony, gyakorlatilag kétdimenziós síkként értelmezhető mágneses filmek. 2016-ban megkapta a fizikai Nobel-díj felét, míg a másik felét megosztva Duncan Haldane és J. Michael Kosterlitz kapta. A díjat azért érdemelték ki, mert az indoklás szerintː „ajtó nyílt az anyag korábban ismeretlen állapotainak (fázisainak) világára”.
A kutatási eredmények szerepet játszhatnak a jövő elektronikai eszközeinek kifejlesztésénél, mivel olyan méretskáláig jutott az iparág, hogy a klasszikus fizika lehetőségei tovább már nem használhatóak, és így már csak a kvantumos világ tulajdonságait lehet figyelembe venni, azonban az anyag korábban ismeretlen állapotainak felfedezésével mára közelebb kerültünk a mai kor kvantumszámítógépének megalkotásához.

## Válogatott publikációi
- J. M. Kosterlitz & D. J. Thouless, "Ordering, metastability and phase transitions in two-dimensional systems", Journal of Physics C: Solid State Physics, Vol. 6 pages 1181-1203 (1973)
- D. Thouless, M. Kohmoto, M. Nightingale & M. den Nijs, "Quantized Hall Conductance in a Two-Dimensional Periodic Potential", Phys. Rev. Lett. 49, 405 (1982).
- Topological Quantum Numbers in Nonrelativistic Physics, World Scientific Publishing Co. Pte Ltd., 1998
- The quantum mechanics of many-body systems (Pure and applied physics series), Academic Press, 1972